# Edmund Barton
Edmund Barton (sing 18 tháng 1 1849 – 7 tháng 1 1920), là thủ tướng đầu tiên và là người thành lập tòa án tối cao của nước Úc.
Vì ông là thủ tướng đầu tiên, Barton được coi như một biểu tượng quốc gia với lời phát biểu: "Lần đầu tiên, chúng ta có một quốc gia cho một lục địa, và một lục địa cho một quốc gia."
Barton đóng vai trò quan trọng trong lịch sử Úc vì ông hướng dẫn cuộc thiết lập hệ thống liên bang trong thập kỷ 1890. Ông được bầu lên làm thủ tướng năm 1901. Năm 1903 ông từ chức chuyển sang làm chánh án tòa án tối cao của Úc.